# Дрогобицький машинобудівний завод
Дрогобицький машинобудівний завод — спеціалізоване підприємство, що випускає широку номенклатуру устаткування для добування, транспортування і переробки нафти і газу.

## Діяльність
Підприємство, працюючи на ринку вже понад 50 років, освоїло широку номенклатуру продукції, значне місце серед виробництва якої займає виготовлення бурового інструменту, зокрема:
- Калібратори КЛСВ, КЛСН, КЛВ, КЛН і центратори ЦС;
- Перевідники для бурильних колон, також перевідники НКТ, муфти НКТ;
- Ловильний інструмент (фрезери, мітчики, колокола, труболовки);
- Елеватори типу КМ;
- Запчастини до бурових насосів УНБ-600, НБТ-600, 9Т (втулка, шток, клапан, поршень) та ін.

Також, завод є відомим виробником газорозподільних станцій. З початку серійного виробництва в 70-х роках минулого століття завод виготовив понад 1100 ГРС продуктивністю 1 000—240 000 м3/год, які працюють як на території України так і в Росії, Казахстані, Туркменістані, Молдові, Білорусі, Азербайджані, Узбекистані та Грузії.
Високий технічний рівень, професіоналізм робітників, найвищі стандарти контролю якості дозволяють випускати продукцію, яка повністю відповідає потребам замовника і нормативної документації.
Підтвердженням цього є те, що завод успішно працює не тільки на ринку України (зокрема ПАТ «Укрнафта», БУ Укрбургаз ДК «Укргазвидобування»), але і на ринках Росії (зокрема ТОВ «Газпром буріння», ТОВ "Бурова компанія «Євразія», ВАТ «Роснафта»), Узбекистану (НХК «Узбекнафтогаз»), Туркменістану (ДК «Туркменгаз», «Туркменнафта», «Туркменгеологія»).
Підприємство сертифіковане в системі ISO 9001-2009. На всю основну продукцію отримано сертифікати відповідності.

## Продукція
- Обладнання для експлуатації і ремонту нафтогазопроводів і газорозподілу
- Обладнання для будівництва і ремонту магістральних нафтогазопроводів
- Буровий інструмент
- Фрезерний інструмент
- Ловильний інструмент
- Запасні частини до бурового обладнання
- інші види продукції